# Talking Body
"Talking Body" é uma canção da artista musical sueca Tove Lo, lançada como single para as rádios norte-americanas em 13 de janeiro de 2015 via Republic Records. A faixa serve como segundo single, retirada de seu álbum de estreia Queen of the Clouds (2014).

## Composição
"Talking Body" foi escrita por Tove Lo, Ludvig Söderberg, e Jakob Jerlström, com produção de The Struts e Shellback. Musicalmente, a canção contêm elementos trip hop, indie pop e electropop.

## Lista de faixas
Talking Body (Remixes) — Single
1. "Talking Body (Gryffin Remix)" – 4:29
2. "Talking Body (KREAM Remix)" – 3:39
3. "Talking Body (WDL Remix)" – 3:41
4. "Talking Body (Panic City Remix)" – 4:46
5. "Talking Body (The Young Professions Remix)" – 3:39

## Desempenho nas paradas musicais
A canção atingiu o número 12 na Billboard Hot 100, sendo seu segundo top vinte na tabela desde "Habits (Stay High)". A faixa também atingiu o número 4 no Mainstream Top 40 Charts, parada que revela as músicas mais tocadas nas rádios pop.

### Posições
| Tabela musical (2015)                          | Melhor posição |
| ---------------------------------------------- | -------------- |
| Austrália (ARIA)                               | 95             |
| Bélgica (Ultratip Bubbling Under de Flandres)  | 19             |
| Bélgica (Ultratip Bubbling Under da Valônia)   | 25             |
| Canadá (Canadian Hot 100)                      | 14             |
| Canadá (Billboard CHR/Top 40)                  | 7              |
| Canadá (Billboard Hot AC)                      | 28             |
| Dinamarca (Hitlisten)                          | 26             |
| Finlândia (Suomen virallinen lista)            | 13             |
| O campo songid é OBRIGATÓRIO PARA PARADA ALEMÃ | 100            |
| Irlanda (IRMA)                                 | 41             |
| Países Baixos (Single Top 100)                 | 74             |
| Escócia (Scottish Singles Chart)               | 8              |
| Suécia (Sverigetopplistan)                     | 16             |
| Reino Unido (UK Singles Chart)                 | 17             |
| Estados Unidos (Billboard Hot 100)             | 12             |
| Estados Unidos (Billboard Adult Contemporary)  | 23             |
| Estados Unidos (Billboard Adult Top 40)        | 8              |
| Estados Unidos (Billboard Dance Club Songs)    | 1              |
| Estados Unidos (Billboard Mainstream Top 40)   | 4              |
| Estados Unidos (Billboard Rhythmic)            | 31             |

## Certificações
| País (Empresa)        | Certificação | Vendas    |
| --------------------- | ------------ | --------- |
| Reino Unido (BPI)     | Platina      | 200,000   |
| Estados Unidos (RIAA) | 2× Platina   | 2,000,000 |

## Histórico de lançamento
| Região         | Data                    | Formato(s)                       | Gravadora        | Ref.   |
| -------------- | ----------------------- | -------------------------------- | ---------------- | ------ |
| Estados Unidos | 13 de janeiro de 2015   | Contemporary hit radio           | Republic Records | [ 1 ]  |
| Estados Unidos | 10 de fevereiro de 2015 | Download digital (EP de remixes) | Universal Music  | [ 2 ]  |
| Canadá         | 10 de fevereiro de 2015 | Download digital (EP de remixes) | Universal Music  | [ 3 ]  |
| Estados Unidos | 24 de março de 2015     | Rhythmic contemporary            | Republic Records | [ 25 ] |
| Reino Unido    | 3 de maio de 2015       | Download digital                 | Universal Music  | [ 26 ] |